# Óis da Ribeira
Óis da Ribeira é uma povoação portuguesa do Município de Águeda que foi sede da Freguesia de Óis da Ribeira, freguesia que tinha 3,38 km² de área e 716 habitantes (2011), e, por isso, uma densidade populacional de 211,8 hab/km².
A Freguesia de Óis da Ribeira foi extinta (agregada), em 2013, no âmbito de uma reforma administrativa nacional, tendo sido agregada à freguesia de Travassô, para formar uma nova freguesia denominada União das Freguesias de Travassô e Óis da Ribeira.

## População
| População da freguesia de Óis da Ribeira | População da freguesia de Óis da Ribeira | População da freguesia de Óis da Ribeira | População da freguesia de Óis da Ribeira | População da freguesia de Óis da Ribeira | População da freguesia de Óis da Ribeira | População da freguesia de Óis da Ribeira | População da freguesia de Óis da Ribeira | População da freguesia de Óis da Ribeira | População da freguesia de Óis da Ribeira | População da freguesia de Óis da Ribeira | População da freguesia de Óis da Ribeira | População da freguesia de Óis da Ribeira | População da freguesia de Óis da Ribeira | População da freguesia de Óis da Ribeira |
| ---------------------------------------- | ---------------------------------------- | ---------------------------------------- | ---------------------------------------- | ---------------------------------------- | ---------------------------------------- | ---------------------------------------- | ---------------------------------------- | ---------------------------------------- | ---------------------------------------- | ---------------------------------------- | ---------------------------------------- | ---------------------------------------- | ---------------------------------------- | ---------------------------------------- |
| 1864                                     | 1878                                     | 1890                                     | 1900                                     | 1911                                     | 1920                                     | 1930                                     | 1940                                     | 1950                                     | 1960                                     | 1970                                     | 1981                                     | 1991                                     | 2001                                     | 2011                                     |
| 420                                      | 389                                      | 415                                      | 429                                      | 469                                      | 479                                      | 475                                      | 550                                      | 650                                      | 623                                      | 675                                      | 698                                      | 828                                      | 722                                      | 716                                      |

| Distribuição da População por Grupos Etários | Distribuição da População por Grupos Etários | Distribuição da População por Grupos Etários | Distribuição da População por Grupos Etários | Distribuição da População por Grupos Etários | Distribuição da População por Grupos Etários | Distribuição da População por Grupos Etários | Distribuição da População por Grupos Etários | Distribuição da População por Grupos Etários | Distribuição da População por Grupos Etários |
| -------------------------------------------- | -------------------------------------------- | -------------------------------------------- | -------------------------------------------- | -------------------------------------------- | -------------------------------------------- | -------------------------------------------- | -------------------------------------------- | -------------------------------------------- | -------------------------------------------- |
| Ano                                          | 0-14 Anos                                    | 15-24 Anos                                   | 25-64 Anos                                   | > 65 Anos                                    |                                              | 0-14 Anos                                    | 15-24 Anos                                   | 25-64 Anos                                   | > 65 Anos                                    |
| 2001                                         | 114                                          | 98                                           | 384                                          | 126                                          |                                              | 15,8%                                        | 13,6%                                        | 53,2%                                        | 17,5%                                        |
| 2011                                         | 93                                           | 73                                           | 376                                          | 174                                          |                                              | 13,0%                                        | 10,2%                                        | 52,5%                                        | 24,3%                                        |

Média do País no censo de 2001:   0/14 Anos-16,0%;  15/24 Anos-14,3%;  25/64 Anos-53,4%;  65 e mais Anos-16,4%
Média do País no censo de 2011:    0/14 Anos-14,9%;  15/24 Anos-10,9%;  25/64 Anos-55,2%;  65 e mais Anos-19,0%(Fonte: INE)

## História
Na área desta freguesia deteve a Ordem de Malta importantes bens. Razão pela qual o brasão de armas ostenta, em chefe, a cruz oitavada daquela antiquíssima Ordem Religiosa e Militar.
Foi vila e sede de concelho até ao início do século XIX. Teve foral em 1516. O concelho era composto pelas freguesias da sede e de Fermentelos. Tinha, em 1801, 1 409 habitantes e 12 km².

## Património
- Igreja de Santo Adrião (matriz)
- Capela de Santo António
- Trechos da Pateira e do rio Águeda

## Geografia
Localizada no ocidente do município, Óis da Ribeira tem como vizinhos as localidades de Travassô a norte, Águeda a leste, Espinhel a sueste e Fermentelos a sudoeste e o Município de Aveiro, com uma curta fronteira a noroeste. É por esta fronteira que contacta com a margem direita do rio Águeda.

## Associações
- Associação Musical Tuna de Óis da Ribeira
- ARCOR - Associação Recreativa e Cultural de Óis da Ribeira
- Comissão de Gado Bovino de Óis da Ribeira